# 제러미 스트롱
제러미 스트롱(영어: Jeremy Strong, 1978년 12월 25일 ~ )은 미국의 배우이다. 2013년 영화 《더 파크랜드》에서 리 하비 오스월드 역으로 잘 알려져 있다.

## 출연 작품
- 셀마 - 제임스 리브 역
- 내 마음을 벗어난 시간 - 잭 역
- 더 저지 - 데일 팔머 역
- 빅쇼트 - 비니 다니엘 역
- 블랙매스 - 조쉬 본드 역
- 비트 스트릿
- 몰리스 게임
- 디트로이트
- 세레니티
- 젠틀맨 - 매튜 역
- 트라이얼 오브 더 시카고 7
- 아마겟돈 타임 - 어빙 역